# Frederico Eduardo Mayr
Frederico Eduardo Mayr (Timbó, Santa Catarina, 29 de outubro de 1948 – São Paulo, 24 de Fevereiro de 1972) foi um estudante universitário, Militante do Movimento de Libertação Popular (Molipo). Filho de Carlos Henrique e Gertrud Mayr, foi um preso político, torturado e morto pela ditadura militar brasileira aos 23 anos.

## Biografia
Filho de descendentes de alemães e suíços, Frederico nasceu numa região de colonização europeia, em Timbó, Santa Catarina. Era criança ainda quando foi para o Rio de Janeiro cursar o primário na escola municipal Dr. Cócio Barcellos, em Copacabana. Depois, cursou o ginásio no Colégio Mallet Soares, ainda em Copacabana. Da primeira infância à adolescência, foi um dos destaques na escola de escoteiros, dos sete anos aos dezesseis, dentro da Tropa Baden Powell - onde sempre demonstrou muito gosto pelo contato com a natureza. Além de acampamentos, também praticou a pesca submarina.
Aos dezoito anos de idade, ingressou na Faculdade de Arquitetura da Universidade Federal do Rio de Janeiro (UFRJ). Segundo seus professores, entre eles Ubi Bava, sempre foi muito aplicado e dedicado. O elogio também veio de artistas plásticos com quem se relacionava, como Ilio Burrini e Ivan Serpa, por exemplo. Serpa, inclusive, foi importante no desenvolvimento de Frederico ao lhe ensinar a técnica da pintura e a lógica espacial das telas. Em 1969, Frederico estava no segundo ano da faculdade e seguia dedicado às artes plásticas, quando passou a militar clandestinamente na ALN, Aliança Nacional Libertadora. Naquele momento, participou de ações armadas e foi condenado pela Justiça Militar. Pressionado, foi para Cuba, onde teve treinamento de guerrilha. Retornou ao Brasil em 1971, já incorporado ao Molipo.

## Morte
Preso no dia 23 de fevereiro de 1972, em São Paulo, Frederico foi baleado e, na sequência, preso por agentes do Destacamento de Operações de Informações - Centro de Operações de Defesa Interna (DOI-CODI).Na versão considerada oficial, Frederico teria sido morto durante um tiroteio com policiais na Rua Pero Correia. Segundo essa versão, um grupo de guerrilheiros que estava em fusca junto com Frederico iniciou um confronto com a polícia sem nenhum motivo e, no meio disso, tentando revidar os tiros da polícia, Frederico foi atingido e morto. Entretanto, não existe nenhuma citação aos outros militantes que estavam dentro do carro: nenhuma identidade e nem sequer são citados em documentos oficiais.
Nos documentos policiais, consta seu nome verdadeiro e, na ficha individual do DOPS aparece sua foto de frente e de perfil, datada de 24 de fevereiro de 1972. Há informações sobre a prisão no dia anterior, na Avenida Paulista, em São Paulo.   Nessa mesma data teria sido encaminhado para o IML/SP, às 10 horas da manhã, após tiroteio com agentes na Rua Pero Correia, Jardim da Glória, conforme consta na requisição de exame - enviada pelo DOPS em nome de Eugênio Magalhães Sardinha. Na mesma requisição, está o nome verdadeiro e completo: Frederico Eduardo Mayr em caixa alta e no topo da página.
O laudo necroscópico, assinado pelos legistas Isaac Abramovitc e Walter Sayeg no nome falso, repete a versão oficial e traz a descrição de três tiros, sendo dois de cima para baixo. Preso no dia 23 de fevereiro pelo DOI-CODI, Frederico foi baleado na altura do abdômen. Embora tenha sido socorrido e, já gravemente ferido, ele fora levado para a sede do órgão de repressão, local onde sofreu tortura. A foto de seu corpo do arquivo do DOPS/SP mostra seu rosto e seu dorso - nitidamente mais magros e desfigurados.   Não há qualquer informação oficial sobre a morte de Frederico. Lá, além de ter sofrido diversos espancamentos, Frederico também fora submetido a choques elétricos na chamada “cadeira do dragão”, além de torturado no “pau-de-arara”. Foi visto, inclusive por outros presos nestes momentos. 
Segundo a Comissão de Familiares de Desaparecidos Políticos, sua tortura foi conduzida por diversos agentes policiais, entre eles os investigadores do DOPS, Lourival Gaeta e Aderbal Monteiro, conhecidos apenas como "Oberdan" (investigador da Polícia Federal) e "Caio" da Polícia Civil de São Paulo, todos sob o comando do Major do Exército Carlos Alberto Brilhante Ustra, coronel do Exército Brasileiro e chefe do DOI-CODI do II Exército na época da repressão política, que tentou propor ao torturado a troca de informações por sua vida.
Por esta razão, os organizadores das listas de mortos e desaparecidos tiveram dúvidas para enquadrá-lo em uma destas duas categorias. Integrantes do Comitê Brasileiro de Anistia proporcionaram aos familiares de Frederico o acesso ao seu atestado de óbito - em que consta um nome falso, localizado em processo a que respondia na Justiça Militar. A impunidade do caso foi comprovada a partir deste documento, sob a identidade falsa de Eugenio Magalhães Sardinha.  
A CNV (Comissão Nacional da Verdade) concluiu oficialmente que Frederico Eduardo Mayr foi torturado e executado pela polícia política do Estado brasileiro.

## Homenagem
Os restos mortais de Frederico tiveram como destino a vala clandestina do Cemitério de Perus. Somente em 1992, aberta a vala, sua ossada foi identificada pelo Departamento de Medicina Legal da UNICAMP. Após a homenagem celebrada por Dom Paulo Evaristo Arns, na Igreja da Sé, em São Paulo, juntamente com os restos mortais de Helber José Gomes Goulart e Emanuel Bezerra dos Santos, os resquícios de Frederico foram trasladados para o jazigo da família, no Rio de Janeiro em 13 de setembro de 1992.
Em "A Ditadura Escancarada", o jornalista Elio Gaspari enfatiza que "os órgãos de segurança pareciam não pretender esconder a falsidade de suas notas oficiais" tamanhas as contradições estampadas nos próprios comunicados oficiais sobre a morte de subversivos. Num dos trechos do livro, o autor trata de Frederico: “tamanha onipotência na manipulação da realidade produziria dois casos patéticos (...) Outro ‘cubano’, Frederico Eduardo Mayr, morre três vezes. A primeira, ‘a caminho do hospital’ depois de um tiroteio na avenida Paulista. A segunda, no dia seguinte, fugindo de um ‘ponto’ no Jardim da Glória. A terceira, no mesmo dia, alvejado pelos colegas quando estava dentro de um carro, preso. Na realidade, Mayr foi para o DOI, onde o fotografaram e ficharam, dando-lhe o número 1112. Tinha uma bala alojada debaixo da pele da barriga. O ferimento era tão superficial que se podia apalpar o projétil. Conversava normalmente. Mataram-no com três tiros no peito, perfurando-lhe os dois pulmões”.
Durante a gestão da prefeita Luiza Erundina, em São Paulo, foi inaugurado um complexo viário na confluência entre a Avenida João Dias e a Marginal Pinheiros, próximo à Praça Alceu Amoroso Lima que é composto de três grandes viadutos, recebendo cada um o nome de um militante assassinado pelos órgãos de repressão política durante o regime militar. Entre eles, Frederico Eduardo Mayr.
No ano de 2017, foi um dos homenageados da Ditadura Militar, ele recebeu uma placa no cemitério de Dom Bosco, em São Paulo.